# Дипломатическа мисия
Дипломатическата мисия е екип от пратеници на дадена държава, изпратени в друга държава или международна организация, за да представляват изпращащата страна в приемащата страна.

## Статут и функции
Съгласно международното право дипломатическата мисия има специален, екстериториален статут (имунитет). Територията, на която тя е разположена, се смята за част от територията на изпращащата страна и е изключена от обсега на местното правораздаване.
Задграничното представителство на Република България е структурно звено на дипломатическата служба, което осъществява дипломатическа и/или консулска дейност в друга държава или при междуправителствени организации.
Откриването, определянето на вида и закриването на задграничните представителства се извършва от Министерския съвет по предложение на министъра на външните работи.

## Видове мисии
Постоянната дипломатическа мисия най-често се оглавява от посланик и се нарича посолство. Дипломатическото представителство на държавата Ватикан се нарича апостолическа нунциатура. Това е най-високото равнище на представителност на дипломатическа мисия. Към посолствата се приравняват и представителствата при/на междуправителствените организации.
Според Закона за Дипломатическата служба задгранични представителства са:
1. посолствата;
2. постоянните представителства и постоянните делегации при международните междуправителствени организации;
3. генералните консулства, консулствата, вицеконсулствата и консулските агентства;
4. дипломатическите бюра и бюрата за връзка;
5. специалните мисии по смисъла на Конвенцията за специалните мисии, приета от ОС на ООН на 8 декември 1969 г. (обн., ДВ, бр. 70 от 1987 г.; попр., бр. 76 от 1987 г.)